# Юги
 Тази статия е за етническата група.  За аниме героя вижте Ю-Ги-О!.  
Югите са енисейска етническа група в Сибир, която към 2010 година има само 1 представител.
В миналото живеят по средното течение на Енисей – в днешния Турухански район на Красноярски край в Русия, като се прехранват с лов и риболов. Дълго време са смятани за част от кетите, с които са близкородствени. Езикът им е югски.